# Alisometra
Alisometra is een geslacht van haarsterren uit de familie Colobometridae.

## Soorten
- Alisometra longipinna (A.H. Clark, 1916)
- Alisometra owstoni (A.H. Clark, 1912)